# Gustaf Asplund
Johan Gustaf Asplund, född 12 januari 1826 i Härnösand, död 19 december 1882 i Stockholm, var en svensk ämbetsman och politiker. Han var bror till Mauritz Asplund och far till Maria Wrangel.
Asplund blev student vid Lunds universitet 1842 och avlade examen till rättegångsverken 1847. Han blev vice häradshövding 1852, assessor i Göta hovrätt 1858, konstituerad revisionssekreterare 1863 och ordinarie revisionssekreterare 1864. Asplund var landshövding i Jämtlands län från 1866 och ordförande i Jämtlands läns hushållningssällskap från 1867. Han var ledamot av riksdagens första kammare för Jämtlands läns valkrets från 1867. Asplund blev riddare av Nordstjärneorden 1867 och kommendör (av första klassen) av samma orden 1870. Han är begraven på Norra begravningsplatsen i Östersund.